# Combat de Siahkal
Événements menant à la Révolution Islamique
Le combat de Siahkal (en persan : واقعه سیاهکل) se réfère à une opération de guérilla contre le gouvernement Pahlavi organisé par l'Organisation des guérillas des Fedayin du peuple Iranien qui s'est déroulé près de Siahkal, ville du Gilan , le 8 février 1971. Les guérilleros attaquèrent un poste de gendarmerie à Siahkal sur la mer Caspienne, tuant trois policiers et en libérant deux guérilleros précédemment arrêtés.
Treize hommes furent condamnés et exécutés pour l'attaque, y compris les deux qui étaient en prison à l'époque.
L'événement marque, pour la plupart des historiens, le début de l'époque des mouvements de guérilla en Iran qui s'achève avec la Révolution Islamique,.